# 後亭駅
後亭駅（こうていえき）は、中華人民共和国深圳市宝安区に位置する深圳地下鉄11号線の駅。

## 駅構造
島式ホーム1面2線の地下駅。